# F-N-kurva
F-N-kurva används inom riskhantering och är en sätt att grafiskt återge samhällsrisk, där man i funktionsgrafen kan avläsa frekvensen, F, för olyckor som drabbar N personer eller fler. För att rita upp funktionen beräknas den kumulativa frekvensen för olika olycksscenarier.
Om F-N-kurvan ritas logaritmiskt fås oftast en lutning på -1 för industrier. Den lutar alltid neråt eftersom frekvensen är kumulativ. Ju större negativ lutning, desto mindre sannolika blir de större negativa händelserna. Det är alltså frågan om en potenslag. I Schweiz och Nederländerna vill man ha en lutning på -2, medan i Storbritannien nöjer man sig med -1. 